# 브렌다 바카로
브렌다 바카로(영어: Brenda Vaccaro 브렌다 버카로[*], 1939년 11월 18일 ~ )는 미국의 배우이다.

## 출연 작품

### 영화
- 레드 슈 다이어리 (1992)
- 쿠보와 전설의 악기 (2016) - 애니메이션
- 논나 (2025) - 안토넬라 역